# مقاطعة ماسا كرارا

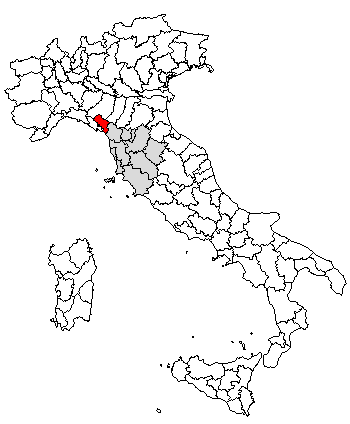
موقع مقاطعة ماسا كرارا

مقاطعة ماسـّــا كــَــرّارا (بالإيطالية: Provincia di Massa Carrara)‏، مقاطعة في إقليم توسكانا بإيطاليا، عدد سكانها 200.825 نسمة ومساحتها 1156 كيلومتر مربع وبها 17 بلدية.
سميت على اسم أهم مدينتين ضمنها وهما : ماسـّــا عاصمتها، ومدينة كــَــرّارا.
تقع في أقصى شمال غرب توسكانا، يحدها من الغرب البحر الليغوري وإقليم ليغوريا (مقاطعة لا سبيتسيا)، ومن الشمال إقليم إميليا رومانيا (مقاطعة بارما ومقاطعة ريدجو إميليا)، وشرقا مقاطعة لوكا.
كما أنها تتميز بإنتاجها للعسل, حيث يتم تربية أنواع من النحل في تلك المناطق.

## أعلام
- آنا ماريا دوسينا